# Plitting
Plitting ist ein Ortsteil der Gemeinde Bernhardswald im Oberpfälzer Landkreis Regensburg in Bayern.

## Geografische Lage
Das Dorf Plitting liegt in der Region Regensburg etwa vier Kilometer südlich von Bernhardswald.

## Geschichte
Im Zuge der Verwaltungsreformen in Bayern entstanden mit dem Gemeindeedikt von 1818 die heutigen Gemeinden, so auch Bernhardswald und Plitting. Die Gemeinden Wulkersdorf und Plitting wurden nach dem Zweiten Weltkrieg aufgelöst und am 1. August 1945 in die Gemeinde Hauzendorf im Landkreis Regensburg eingegliedert. Die nördlichen Gemeindeteile verblieben im Landkreis Roding und wurden zum 1. Oktober 1945 der Marktgemeinde Nittenau zugeteilt. Durch Regierungsentschließung vom 21. März 1951 wurde Wulkersdorf wieder eine selbständige Gemeinde mit den Gemeindeteilen Darmersdorf, Goppeltshof, Manghof, Plitting, Oberbraunstuben und Unterbraunstuben. Die Gemeinde blieb beim Landkreis Regensburg. Die Gemeinde Wulkersdorf wird nach einem Intermezzo (Eingliederung in den Landkreis Schwandorf am 1. Juli 1972) am 1. Januar 1974 nach Bernhardswald eingemeindet.

## Weblink
- Plitting in der Ortsdatenbank der Bayerischen Landesbibliothek Online. Bayerische Staatsbibliothek